# 四方源太郎
四方 源太郎（しかた げんたろう、1974年3月7日 - ）は、日本の政治家。
京都府議会議員。自由民主党京都府議会議員団、自由民主党京都府支部連合会所属。自由民主党京都府支部連合会では2017年～2019年には青年局長を務めた。京都市以外の議員が青年局長に就任するのは初めてのことだった。
京都府議会では監査委員、環境・建設交通常任委員長、農商工労働常任委員長、子育て環境の充実に関する特別委員長、地域創生に関する特別委員長などを務めた。
元綾部市長、元京都府議会議員の四方八洲男は父。元毎日新聞社学生新聞本部長、元サンデー毎日編集長の四方洋は伯父。

## 来歴
愛知県名古屋市生まれ。現在は京都府綾部市在住。綾部小学校、綾部中学校、綾部高校、三重大学人文学部卒業。
2007年4月、京都府議選（綾部市選挙区、定数1）に自由民主党公認で立候補したものの、父親が現職の綾部市長であったことなどが「親子による権力の集中だ」という批判を受けるなどして、連合等の支援を受けた元綾部市議会議員の佐々木幹夫（無所属）に敗れて落選。
2011年4月、再び京都府議会議員選挙に立候補し、現職の佐々木幹夫（無所属、民主党推薦）に加え、日本共産党と社民党の新人との「四つ巴」選挙となったが、激戦を制して初当選を果たす。綾部市選挙区での「四つ巴」選挙は昭和46年以来、40年ぶりのことであった。2015年4月、自由民主党公認で京都府議会議員選挙に立候補し、二期目当選。
2017年9月20日、京都府第五区を地盤としていた衆議院議員谷垣禎一が第48回衆議院議員総選挙を前に政界引退を表明。急きょ、自由民主党京都府支部連合会で後継候補者の選考が始まり、公募に応募したものの、選考の結果、同じ京都府議会議員であった本田太郎に敗れた。同年10月の衆議院議員選挙は保守分裂となり、自由民主党綾部支部は無所属で立候補した中山泰元京丹後市長を支援した。
2019年4月、自由民主党公認で京都府議会議員選挙に立候補し、共産党公認の元綾部市議、堀口達也に勝って三期目当選。
2023年3月、自由民主党公認で京都府議会議員選挙に立候補し、無投票で四期目当選。無投票は綾部市選挙区では1959年（昭和34年）以来、64年ぶりのこと。

## あやべ福祉フロンティア
1999年8月30日、特定非営利活動法人あやべ福祉フロンティア（曽根庸行理事長）の設立に関わり、副理事長（事務局長兼務）に就任。福祉移送サービスや綾部市清山荘の指定管理業務等に携わり、福祉移送サービスでは2020年3月現在、利用会員1560名、運転会員100名、年間運行回数35,000回を超える全国最大規模の活動に育て、2020年6月14日、理事を退任。